# Зондская плита

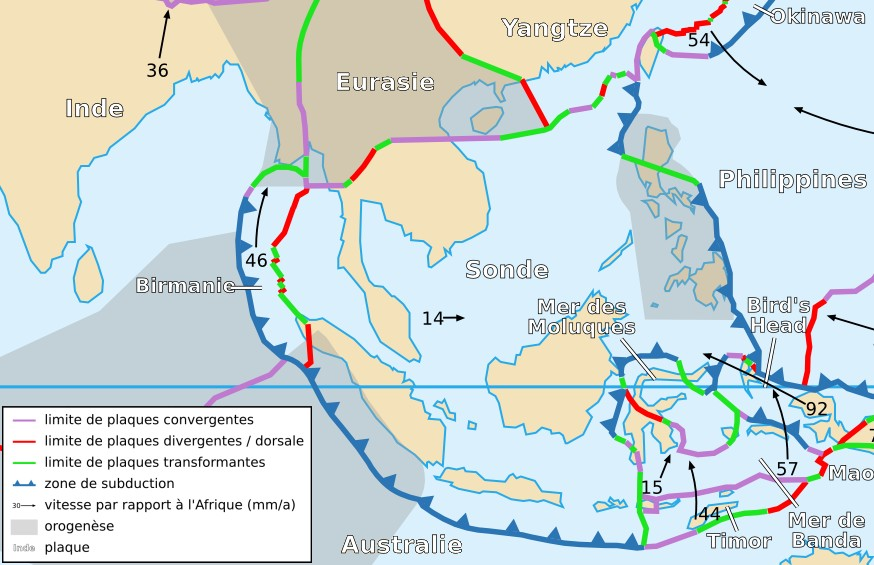
Зондская плита

Зондская плита (плита Сунда) — малая тектоническая плита в юго-восточной Азии. Обычно рассматривается как часть Евразийской плиты. Имеет площадь — 0,21967 стерадиан.
Зондская плита включает Южно-Китайское море, Андаманское море, юг Вьетнама и Таиланда, Малайзию, индонезийские острова Калимантан, Суматра, Ява, и часть Сулавеси, а также пересечения Филиппин.
Граничит (перечень по часовой стрелке) с Филиппинской плитой, плитой Птичья голова, плитой Молуккского моря, плитой моря Банда, Тиморской плитой, Индо-Австралийской плитой, Бирманской плитой, Евразийской плитой и плитой Янцзы на севере. Восточные, южные и западные границы Зондской плиты — сейсмически активные. Только северная граница относительно неподвижна.
Столкновение Зондской плиты с Австралийской плитой сформировало Зондскую островную дугу и Зондский жёлоб.